# 马夏尔·盖鲁
马夏尔·盖鲁（法語：[ɡeʁu]；1891年12月15日—1976年8月13日），法国哲学家。他的主要研究领域是17和18世纪哲学，以及哲学史。

## 影响
盖鲁的影响主要局限在法国国内，法国人已经将他的著作视为哲学史方面的经典。他对20世纪的法国思想家颇有影响，如莫里斯·梅洛-龐蒂、儒勒·维耶曼、米歇尔·福柯、皮耶·布迪厄、吉尔·德勒兹，以及热纳维耶芙·罗迪斯-刘易斯。